# Delta Lloyd
Die Delta Lloyd Groep war ein niederländischer Versicherungskonzern mit Sitz in Amsterdam. Die Kernmärkte des Unternehmens lagen in Belgien, den Niederlanden und Luxemburg. Im Juni 2017 wurde das Unternehmen von der NN Group übernommen. Die deutsche Tochter Delta Lloyd Deutschland wurde bereits zum 1. Oktober 2015 veräußert und firmierte zunächst als Athene Deutschland, bekam aber alsbald den Markennamen Athora verpasst.

## Geschichte

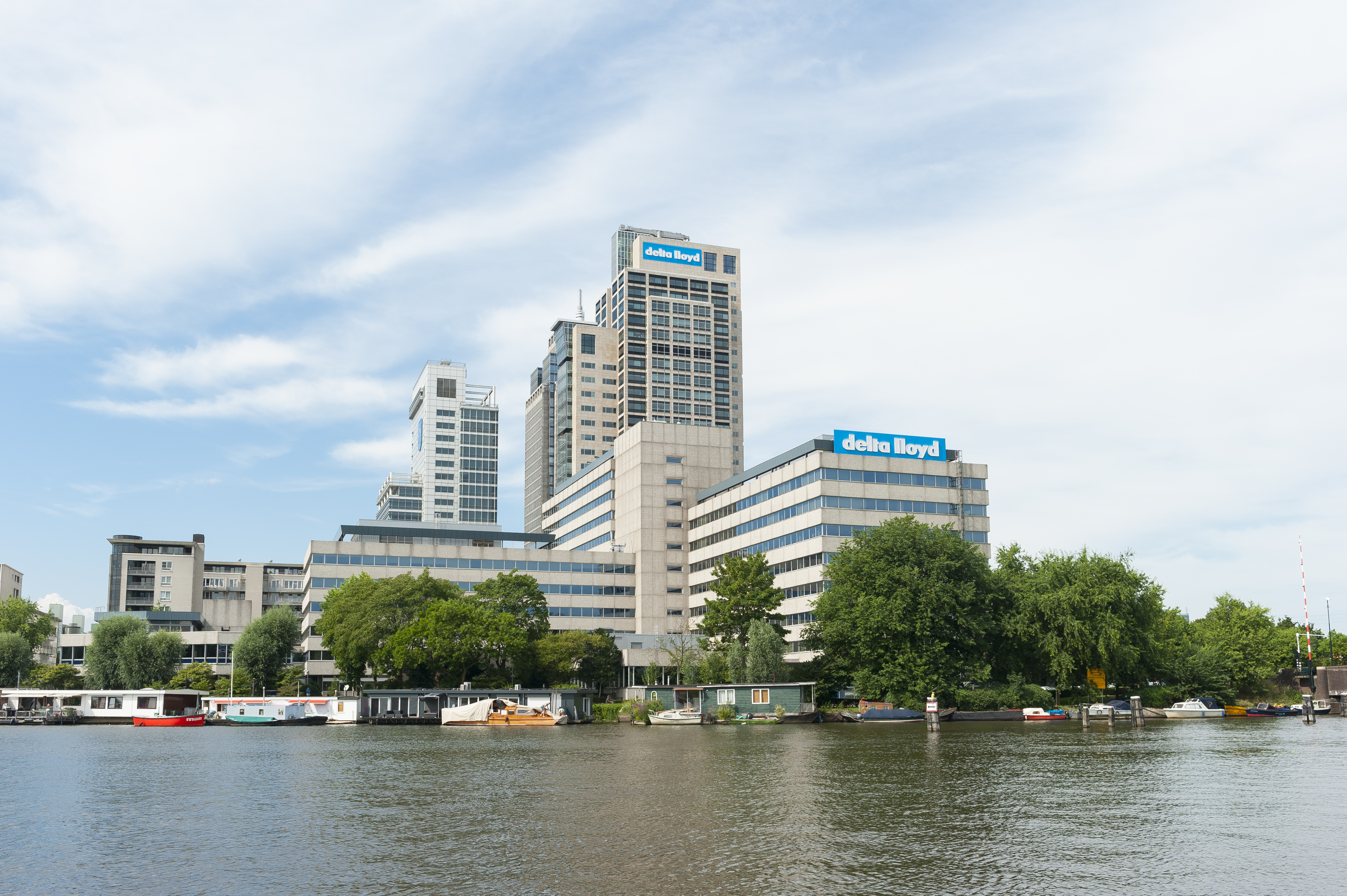
Firmenzentrale in Amsterdam

Das Unternehmen ging auf den 1807 gegründeten Versicherer Hollandsche Societeit van Levensverzekeringen zurück, der sich 1967 mit Amsterdamsche Maatschappij van Levensverzekeringen (Amstleven) zum Versicherer Delta zusammenschloss. Bereits zwei Jahre später erfolgte die Fusion mit NedLloyd zu Delta Lloyd.
1973 übernahm der britische Versicherungskonzern Commercial Union die Aktienmehrheit am Versicherungskonzern. 1999 fusionierte Delta Lloyd mit dem Versicherungsgeschäft von Nuts OHRA zu Delta Lloyd Nuts OHRA. 2002 erfolgte eine Umbenennung in Delta Lloyd Groep, Versicherungsprodukte wurden in der Folge jedoch weiterhin unter den Marken „delta lloyd“ und „OHRA“ verkauft. 2003 schloss Delta Lloyd mit ABN Amro ein Joint Venture, unter dem Namen ABN AMRO Verzekeringen werden seither über die Bankschalter des Kreditinstituts Versicherungen verkauft.
2009 brachte Aviva als Nachfolger von Commercial Union einen Teil seiner Aktien an die Amsterdamer Börse, blieb dennoch mit 53 % Mehrheitseigner. In den folgenden Jahren reduzierte das britische Unternehmen sukzessive seinen Anteil, im Januar 2013 wurden die letzten Anteile in Höhe von 19,4 % veräußert. Nachdem Delta Lloyd Ende Februar 2014 eine Marktkapitalisierung von über 4 Milliarden Euro erreicht hatte, rückte die bis dato im AMX index gelistete Aktie einen Monat später in den AEX-Index auf. Im März 2016 schied die Aktie jedoch nach massiven Wertverlusten innerhalb von zwölf Monaten und einer entsprechend niedrigeren Marktkapitalisierung wieder aus dem Index aus.
Im Juni 2017 wurde Delta Lloyd vom niederländischen Konzern NN Group für 2,5 Mrd. Euro übernommen.